# Cal·lígitos
Cal·lígitos de Megara (Calligeitus, Καλλίγειτος), fou un megarià enviat a Esparta el 412 aC com ambaixador del sàtrapa de Frígia Hel·lespòntica per demanar als lacedemonis que enviessin una flota a l'Hel·lespont per ajudar a les ciutats de la zona revoltar-se contra Atenes. Esparta va preferir enviar la flota a Quios i Cal·lígitos i el seu company d'ambaixada Timàgores de Cízic, amb els diners del sàtrapa, van preparar una flota separada més reduïda que va poder sortir del Peloponès a finals d'aquell mateix any.